# دینش دسوزا
دینش دسوزا (انگلیسی: Dinesh D'Souza؛ ‎/dɪˈnɛʃ dəˈsuːzə/‎؛ زادهٔ ۲۵ آوریل ۱۹۶۱) یک فیلم‌ساز و مفسر و صاحب‌نظر سیاسی محافظه‌کار اهل ایالات متحده آمریکا است.
در سال ۲۰۱۲، دسوزا مستند "آمریکای اوباما: ۲۰۱۶" که یک مستند بسیار انتقادی علیه اوباما بود را بر اساس کتابش با عنوان "ریشه‌های برآمدن اوباما" (۲۰۱۰) منتشر کرد. این مستند ۳۳ میلیون دلار کسب کرد که آن را به پرسودترین مستند محافظه‌کار همه زمان‌ها و یکی از پرسودترین مستندها از هر نوع تبدیل کرد.
از آن زمان او پنج مستند دیگر منتشر کرد: "آمریکا: دنیا را بدون او تصور کنید" (2014)، "آمریکای هیلاری" (2016)، "مرگ یک ملت" (2018)، "کارت ترامپ" (2020)، "2000 قاطر" (2022) [قاطر نماد دموکرات‌ها است]. فیلم‌ها و مستندهای دسوزا به خاطر ترویج تئوری‌های توطئه و اشتباهات و همچنین محتوای تحریک‌آمیزشان جنجال‌های قابل توجهی را به وجود آورده است.
او در بمبئی (هند) به دنیا آمد و به عنوان یک دانشجوی اعزامی به آمریکا رفت و از کالج دارتموث فارغ التحصیل شد. او در دولت رئیس جمهور رونالد ریگان مشاور سیاست گذاری بود و به AEI (یک موسسه انتفاعی و پژوهشی در حوزه سیاستگذاری عمومی) و موسسه هووِر پیوست. او در سال ۱۹۹۱ به تابعیت ایالات متحده آمریکا درآمد. او در ۲۰۱۰ ریاست یک کالج مسیحی واقع در نیویورک به نام کینگز کالج را بر عهده گرفت تا اینکه در سال ۲۰۱۲ بعد از یک رسوایی جنسی اثبات نشده از ریاست آن استعفا داد.